# Katja Bienert
Katja Bienert (Berlino, 1º settembre 1966) è un'attrice tedesca.

## Biografia
Katja Bienert esordisce al cinema nel 1979 nel film Die Schulmädchen vom Treffpunkt Zoo diretto da Walter Boos. Nei primi anni '80 ha interpretato ruoli da protagonista in diversi film del regista spagnolo Jesús Franco. Successivamente ha intrapreso una carriera in televisione, recitando diversi film e serie televisive.

## Filmografia parziale

### Cinema
- Die Schulmädchen vom Treffpunkt Zoo, regia di Walter Boos (1979)
- Eugenie (Historia de una perversión), regia di Jesús Franco (1980)
- Linda, regia di Jesús Franco (1981)
- El lago de las vírgenes, regia di Jesús Franco (1982)
- El tesoro de la diosa blanca, regia di Jesús Franco (1983)
- Lilian (la virgen pervertida), regia di Jesús Franco (1984)
- Killer Barbys vs. Dracula, regia di Jesús Franco (2003)
- Pure Fear - Nackte Angst, regia di Renato Novakovic (2007)
- Le Accelerator, regia di Thomas Eikrem (2017)

### Televisione
- L'ispettore Derrick - serie TV  - episodio Una candela all'assassino, regia di Dietrich Haugk (1980)
- Praxis Bülowbogen - serie TV (1987-1988)
- Gute Zeiten, schlechte Zeiten - serie TV (1992)
- Il medico di campagna - serie TV (1996)